# Deerfield (Missouri)
Deerfield è un villaggio degli Stati Uniti d'America, situato nello Stato del Missouri, nella contea di Vernon.